# Paços do Concelho da Madalena do Pico

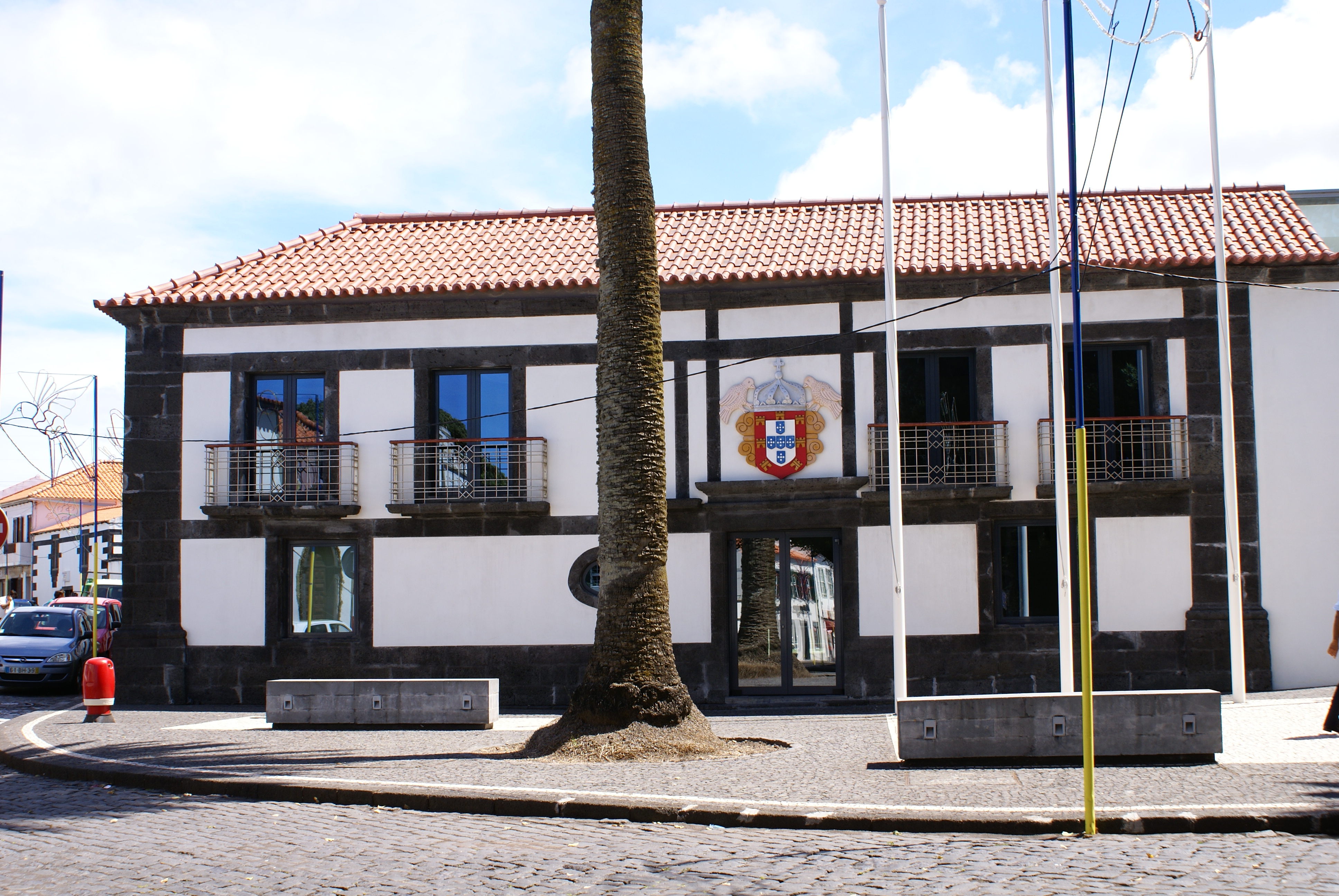
Edifício da Câmara Municipal da Madalena.

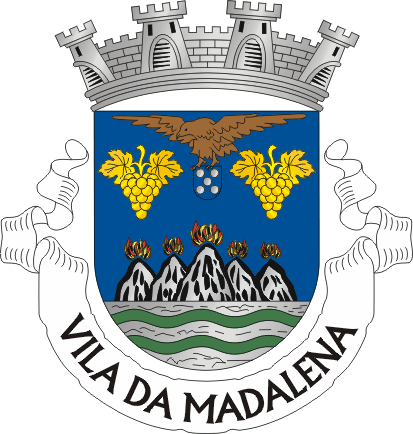
Brasão de Armas da Vila da Madalena do Pico.

Os Paços do Concelho da Madalena do Pico, ou Câmara Municipal de Madalena do Pico, localizam-se no centro da vila da Madalena do Pico, na Ilha do Pico, nos Açores e caracterizam-se por ser um edifício cuja construção ocorreu no século XVIII e que praticamente foi durante todo esse século o único edifício público existente na ilha.
Este edifício, onde naturalmente funciona a Câmara Municipal da Madalena do Pico (órgão executivo autárquico), apresenta-se como uma construção sólida elaborada em boa cantaria de Basalto escuro com origem local.
Sobre a porta de entrada ostenta o Brasão de armas de Portugal, obra de apreciável valor arquitectónico.
A Câmara Municipal (órgão autárquico) tem jurisdição sobre um total de 6 freguesias que formam o município, a saber: Bandeiras, Candelária, Criação Velha, Madalena, São Caetano e São Mateus.